# وفاء الأدهمي
وفاء الأدهمي (1972-) هي فنانة تشكيلية فلسطينية، ولدت في مدينة الخليل في الضفة الغربية المحتلة. درستْ المرحلة الأساسية في مدارس اليعقوبية، وقرطبة، ونسيبة المازنية، ودرست المرحلة الثانوية في مدرسة بركات الثانوية، وحصلت عليها في الفرع العلمي عام 1990، ونالت الدبلوم المتوسط في هندسة الديكور من جامعة بوليتكنك فلسطين في الخليل عام 1992.
حازت على لقب أفضل فنانة تشكيلية عن فئة الابتكار مع المجموعة العربية في لندن عام 2020.

## حياتها العملية
عملت وفاء في مدرسة خاصة لمدة عامين، ثمَّ انتقلت إلى مجال الرسم، واستطاعت ابتكار عجينة الرسم باستخدام مواد البناء وألوان الأكريليك الخاصة بها، وكانت تضع العجينة على قماش الرسم العادي، ثم تطورت الأمور وأصبحت تضع العجينة على قماش (الخيش) لخشونته وقوته، لإحداث التلاصق والتماسك بين العجينة وسطح العمل. كما أن أكثر اللوحات التي تميزت بها مؤخرًا هي لوحة جدار الفصل العنصري الذي تبنية سلطات الاحتلال الإسرائيلي لسرقة الأراضي الفلسطينية في الضفة الغربية والقدس، ولوحة أخرى تسمى بوابة فلسطين وكان فيها رسالة مميزة والتي لاقت صدى كبير.
أنتجت الأدهمي عملاً فنياً بعنوان (أصحاب الرقاب الطويلة)، جسدت فيها حال فئة من شباب قطاع غزة أرهقتهم سنوات الحصار الطويلة من الحصار، فهاجروا عبر البحر، وتركوا خلفهم الانقسام والحصار والدمار وامتدت أعناقهم متلهفين للمجهول بحثاً عن الحرية والرزق، فلم يجدوا سوى الفقد والموت في البحر، وكان لمقطع الفيديو الذي يظهر فيه شاب من غزة يرسل رسالة لأمه يقول: ” يا أمي انقلب القارب وسمك القرش يأكل لحم أصحابي”، أثر كبير لإنجاز لوحتها التي تكونت من قوارب وعلى متنها شباباً ومن خلفهم الدمار ومن أمامهم الموت المتمثل بأسماك القرش.
بالإضافة إلى أنها أقامت أول معرض فردي لها عام 2019، الذي كان يحوي 40 لوحة فنية أُنجزت باستخدام العجينة التي ابتكرتها. وحصلت على لقب أفضل فنانة تشكيلية عن فئة الابتكار مع المجموعة العربية – لندن عام 2020، وشاركت في تنظيم عدد من المعارض الجماعية على مستوى محافظة الخليل، وأقامت عدداً من المعارض الإلكترونية على مستوى فلسطين والوطن العربي أثناء جائحة كورونا، حيث نظَّمت معرض إلكتروني بعنوان (رسم من الحجر المنزلي) باشتراك سبعين فناناً من فلسطين والوطن العربي. واختصت رسوماتها بتوثيق آثار الدمار التي سببه الاحتلال، فكانت القرى المهجَّرة أحد العناوين الرئيسة في رسوماتها، بالإضافة إلى حق العودة للاجئين الفلسطينيين، كما أنَّها سعت من خلال فنِّها التشكيلي إلى ترسيخ الهوية الفلسطينية، والأحقية للشعب الفلسطيني في أرضه وممتلكاته.